# 博斯地区讷维
博斯地区讷维（法語：Neuvy-en-Beauce，法語發音：[nøvi ɑ̃ bos]）是法国厄尔-卢瓦省的一个市镇，属于沙特尔区。

## 地理
博斯地区讷维（48°16'5"N, 1°52'39"E）面积15.68 平方千米，位于法国中央-卢瓦尔河谷大区厄尔-卢瓦省，该省份为法国北部内陆省份，北起顺时针与厄尔省、伊夫林省、埃松省、卢瓦雷省、卢瓦-谢尔省、萨尔特省和奧恩省接壤。
与博斯地区讷维接壤的市镇（或旧市镇、城区）包括：特朗克兰维尔。

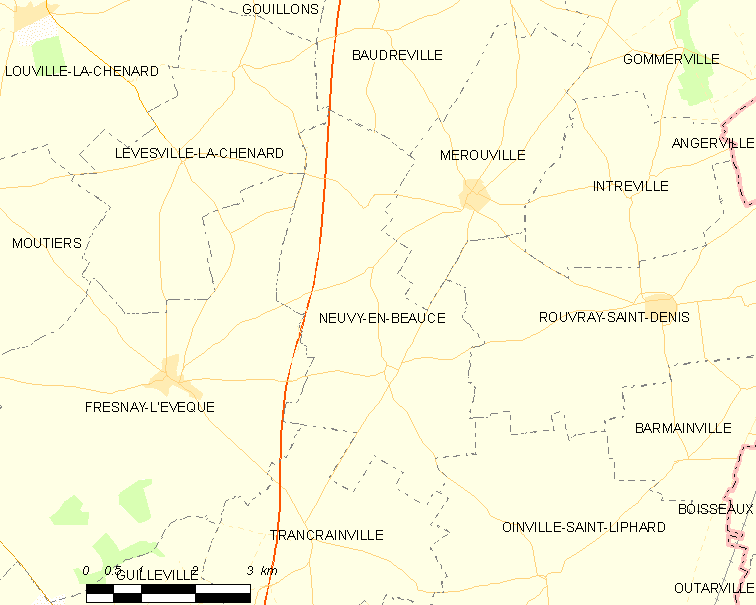
博斯地区讷维的OSM定位图

博斯地区讷维的时区为UTC+01:00、UTC+02:00（夏令时）。

## 行政
博斯地区讷维的邮政编码为28310，INSEE市镇编码为28276。

## 政治
博斯地区讷维所属的省级选区为莱维拉日沃韦安县。

## 人口

1962-2008年间博斯地区讷维人口变化图示

博斯地区讷维于2022年1月1日时的人口数量为218人。